# Sohock
Sohock ou Sohok est un village du département du Nkam au Cameroun. Situé dans l'arrondissement de Nkondjock, il est localisé à 16 km de Nkondjock, sur la route qui lie Nkondjock et à Bafang. 

## Population et environnement
En 1967, le village de Sohock  avait 318 habitants. La population est essentiellement composée des Mbang. La population de Sohock était de 966 habitants dont 464 hommes et 502 femmes, lors du recensement de 2005. 